# DOM Security
DOM Security (ehemals Sécuridev) ist eine europäische Industriegruppe mit Sitz in Paris, die sich auf Schließsysteme und entsprechende Ausrüstungen spezialisiert hat.
Das Unternehmen ist 2018 nach einer Fusion in der französischen Firmengruppe Safety for People and Industry (Groupe SFPI) aufgegangen. 2021 setzte DOM Security, das sich in Europa aus rund 20 Unternehmen zusammensetzt, rund 197,8 Millionen Euro um. Das Unternehmen war so für rund 35 Prozent des Gesamtumsatzes der Firmengruppe verantwortlich.

## Geschichte
Die Firma Sécuridev wurde 1990 gegründet. Im gleichen Jahr wurden die Firmen Picard Serrures und Ronis übernommen. Außerdem wurden die französischen Firmen Métalux und Dény eingegliedert. 1991 erfolgte die Übernahme der italienischen Firma C. R. Serrature, 1992 die Übernahme der ungarischen Firma Euro-Elzett.
Seit 1994 wurde Sécuridev an der französischen Börse gehandelt. Im gleichen Jahr wurde die französische Firma Fontaine eingegliedert. 2002 erfolgte die Übernahme der slowenischen Firma Titan und der französischen Firma Beugnot. 2003 wurden die Firmen Dény und Fontaine zusammengeführt. 2004 erfolgte die Übernahme der polnischen Firma Metalplast und 2005 die Übernahme der deutschen Firma DOM Sicherheitstechnik. 2008 übernahm Métalux die Geschäfte der Firma Beugnot und die Firmen Broglie und Picard Serrures wurden zusammengeführt.
2015 erfolgte die Umbenennung von Sécuridev in DOM Security.
2018 schlossen sich DOM Security und die französische SFPI in einer Merger-Übernahme zusammen.
2022 übernahm DOM Security einen Mehrheitsanteil am österreichischen Startup-Unternehmen Tapkey, das sich auf Zutrittsberechtigungen via Smartphone spezialisiert hat.

## Tochterunternehmen
- DOM Sicherheitstechnik, Brühl, 450 Mitarbeiter,  59,1 Mio. Euro Umsatz (2012), Hersteller elektronischer Zutrittskontrollsysteme und mechanischer Schließsysteme
- DOM CR, Turin, Italien, Hersteller von Aufschraubschlössern und Sicherheitsschlössern für den italienischen Markt
- Dény Security, Saint Blimont, Frankreich, Hersteller mechanischer Schließsysteme und elektronischer Zutrittskontrollsysteme sowie speziellen Lösungen für Haftanstalten
- Euro-Elzett, Sopron, Ungarn, Hersteller von Schlössern
- Metalplast, Częstochowa, Polen, Hersteller von Schlössern
- DOM Métalux, Bonneuil-sur-Marne, Frankreich, Hersteller von Einsteck- und Aufschraubschlössern sowie Mehrpunktverriegelungen
- Picard Serrures, Feuquières-en-Vimeu, Frankreich, Hersteller von Sicherheitstüren für den Wohnungsbau
- DOM RONIS, Sancoins, Frankreich, Hersteller von Verschlusssystemen für Industrieanwendungen
- DOM Titan, Kamnik, Slowenien, Hersteller von mechanischen Schließzylindern
- UCEM, Mondragón, Spanien, Hersteller von Schlössern und Schließzylindern

### DOM Sicherheitstechnik

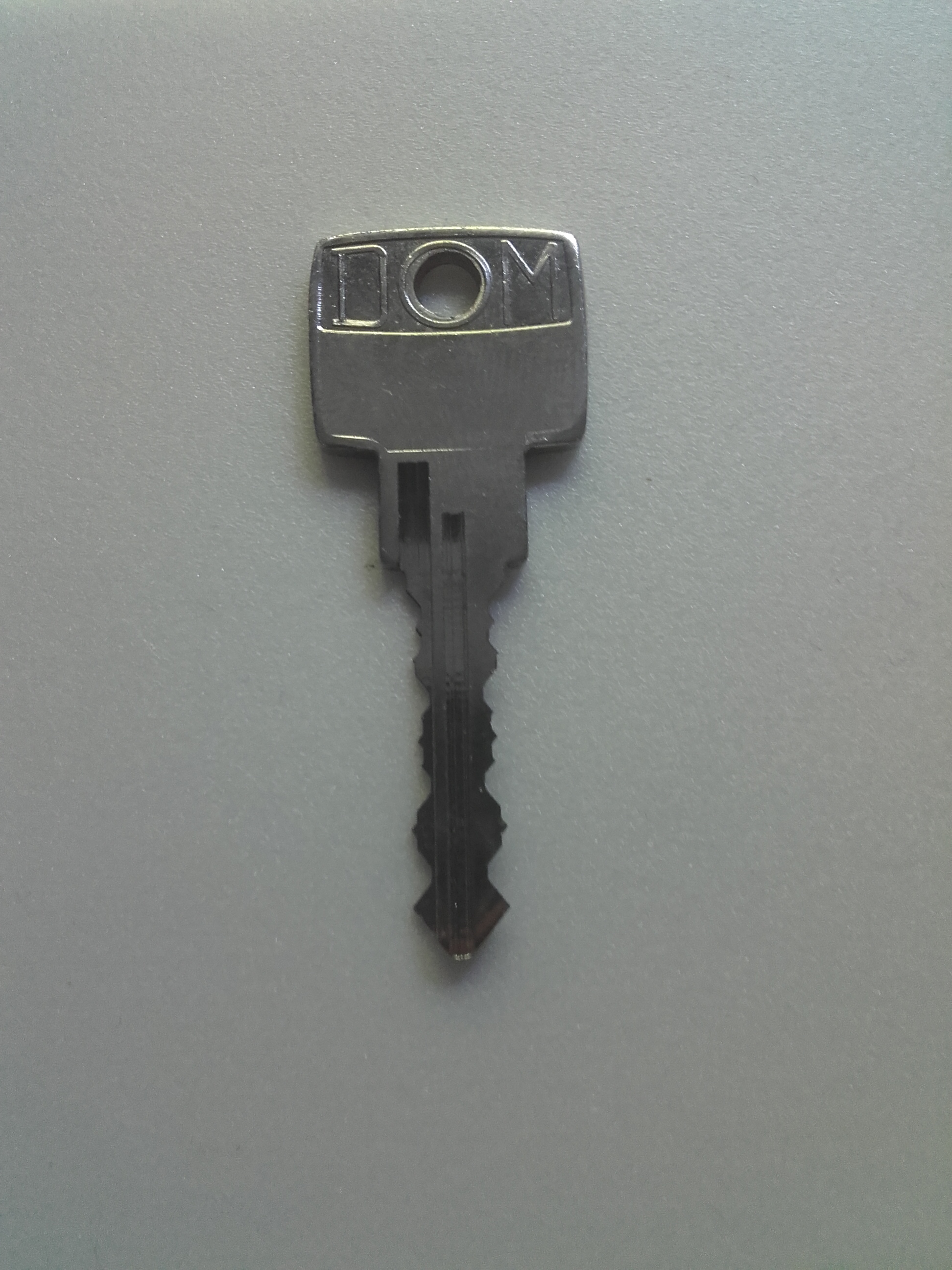
Schlüssel von DOM

1936 gründete Josef Voss in der Domstraße 12 in Köln eine Handelsgesellschaft, die unter seinem Namen industrielle Metallwaren vertrieb, darunter auch Schlösser. Einige Jahre nach dem Krieg ließ sich die Firma in Brühl (Rheinland) nieder und stieg in die Produktion von Schließzylindern und Schlössern ein. 1971 meldete man ein Patent für horizontale Wendeschlüssel an. 1976 erfolgte die Umbenennung in DOM Sicherheitstechnik, 1982 wurde DOM Teil der Emhart-Gruppe. 1989 erfolgte die Integration in Black & Decker, seit 2005 gehört DOM zur französischen Sécuridev-Gruppe, die 2015 in DOM Security umbenannt wurde. Das Bundeskartellamt bezifferte den Marktanteil von DOM auf zwischen 10 und 15 Prozent und den Umsatz auf 60 Millionen Euro. Das Unternehmen entwickelt, produziert und vertreibt elektronische Zutrittskontrollsysteme, mechanische Schließsysteme für den Bau-Bereich sowie mechanische Schließsysteme für Industrieanwendungen. 2010 erhielt man einen red dot design award für den Beschlagleser DOM Guardian.

## Produkte
DOM Security mit seinen Tochterunternehmen entwickelt, produziert und vertreibt:
- mechanische und elektronische Zutrittskontrollsysteme für große Organisationen sowie für Gebäude mit besonderen Sicherheitsanforderungen
- Verschlusssysteme für Industrieanwendungen
- Schlösser